# Murato
Murato,  indijanska plemena, jezik i jezična porodica iz sjevernog Perua koja obuhvaća grupe Murato, Candoshi (Kandoshi) i Shapra. Neki jezikoslovci povezuju ih bliže s porodicom Jivaroan i u Veliku porodicu Equatorial (Ecuatorial). Druga klasifikacija povezuje ih s porodicom Zaparoan. U rano hispansko vrijeme Murato Indijanci živjeli su u susjedstvu Andoa uz rijeku Huasaga.
Zajedno s plemenima Gae i Semigae vode se kao pleme šire skupine Andoan, koje Steward i Metraux klasificiraju porodici zaparoan. Kulturno su srodni Jívarosima, ali su kao i Andoe zaparoizirani.

## Vanjske poveznice
- Candoshi Indian Language (Murato, Shapra)